# Groß-Rohrheim
Groß-Rohrheim è un comune tedesco di 3 698 abitanti,, situato nel land dell'Assia.